# Circus (노래)
"Circus"는 미국의 가수 브리트니 스피어스의 여섯번째 음반 Circus의 두 번째 싱글이다. 이 싱글은 자이브 레코드를 통해 2008년 12월 2일 발매되었다. "Circus"는 닥터 루크가 작곡하였으며, 클로드 켈리와 베니 블랑코가 작곡했는데, 대중들이 브리트니에 삶에 대한 인식을 은유한 내용이다. 스피어스가 이 노래를 처음 들었을때, 바로 영감을 얻어 앨범 제목을 Circus라 정했고, 테마도 서커스로 정했다. 음악적으로, "Circus"는 일렉트로팝, 댄스 팝 그리고 알앤비의 영향을 받은 팝 노래이다. 비평가들로부터는 노래 대부분의 파트를 이루는 일렉트로닉 프로덕션에 대한 호평을 받았고, 대부분 긍정적인 평가를 받았다.
"Circus"는 뿐만 아니라 대중적으로도 성공했는데, 많은 유럽국가에서 20위권 진입을 했고, 호주, 캐나다, 덴마크, 뉴질랜드, 스웨덴, 미국 등지에서는 10위권 진입을 했다. "Circus"는 세계적으로 550만 장을 팔아치워 베스트 셀러 싱글 중 하나이기도 하다. 이 노래의 첫 프로모션은 2008년 12월 2일 《굿 모닝 아메리카》에서 펼쳤다. 또한 브리트니의 월드 투어 The Circus Starring Britney Spears(2009)에서는 제작된 의상을 입고 오프닝 노래로 선택되었다.
뮤직비디오는 프랜시스 로랜스 감독이 맡아 2008년 12월 4일 공개했다. 뮤직비디오 역시 대부분 긍정적인 평가를 받았다. 하지만, 동물들을 학대하는 내용이 나와 PETA로부터 비판을 받았다.

## 배경
"Circus"는 닥터 루크, 베니 블랑코와 클로드 켈리에 의해 작곡/작사 되었고, 루크와 블랑코가 총 프로듀서를 맡아 진행되었다.

## 평가

### 차트 성과

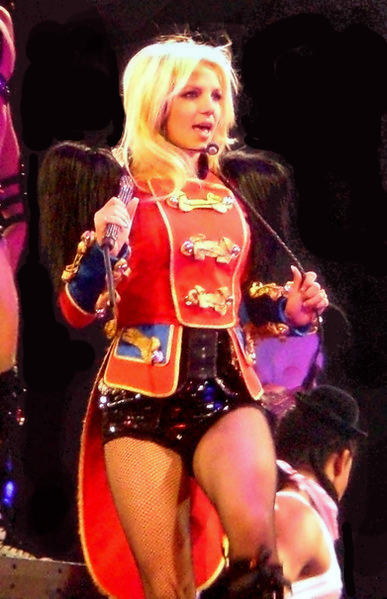
The Circus Starring Britney Spears의 "Circus" 공연 모습.

2008년 12월 20일자로 "Circus"는 212,000건의 디지털 판매량을 올려 미국 빌보드 핫 100 3위로 데뷔한다. 이에 따라 스피어스의 싱글 중 첫 10위권 데뷔 싱글이 되었다. 2009년 3월 7일자 빌보드 팝 송 차트에서 1위에 올랐고, 핫 댄스 클럽 플레이 송 차트에서는 3위에 올랐다. 닐슨 사운드스캔에 따르면 미국에서 "Circus"는 2,763,000만 건을 팔았는데, 이것은 스피어스의 두 번째로 많이 팔린 디지털 싱글 판매량 기록이다. 캐나다에서는 높은 디지털 판매를 해 2위 데뷔를 했지만, 비슷한 시기 레이디 가가의 "Poker Face"가 정상을 차지하고 있어 1위를 하지는 못했다. 2008년 12월 8일, 호주에서 "Circus"는 15위로 데뷔해 그 주 차트 중에서 가장 높은 데뷔 순위였다. 2008년 12월 22일자 차트에서는 최고 순위인 6위에 올랐다. 호주에서 싱글은 7만 장 이상을 팔아치워 호주 음반 산업 협회(ARIA)에서 플래티넘 인증을 했다. 뉴질랜드에서는 최고 4위까지 진입했고, 7,500장을 팔아 RIANZ에서 골드 인증을 했다. 유럽에서도 상업적 성공을 거뒀는데, 2009년 3월 21일자 유러피안 핫 100 싱글 차트 22위에 올랐다. 또한 스웨덴 및 오스트리아에서는 6위까지 진입했고, 체코, 핀란드, 노르웨이, 네덜란드 및 영국 등지에서는 20위권 진입에 성공했다. 영국공식차트에 따르면 영국에서 싱글은 190,000만 장을 팔아치웠다. 싱글은 세계저긍로 5,500,000만 건을 팔아치워 2009년에 10번째로 많이팔린 디지털 싱글이였다.

## 공연 활동
스피어스는 2008년 12월 2일 방영된 미국의 아침 토크쇼 《굿 모닝 아메리카》에 출연해 "Circus"와 "Womanizer"를 선보였다. 당시 스피어스는 몸통 횡격막 부분까지 오는 타이트한 셔츠와 가죽 바지 그리고 서커스를 지도하는 자켓과 모자를 쓰고있었다. "Circus"는 스피어스의 월드 투어 The Circus Starring Britney Spears (2009)의 중요한 세트 리스트였고, 첫 오프닝 곡이였다. "Circus"의 공연 의상은 빨간 서커스 지도자같은 자켓과 블랙 핫팬츠, 망사 스타킹을 입고있었다. 이 의상은 캐나다 출신의 쌍둥이 디자이너 딘과 딘 케이튼이 제작한 것이다. 쇼는 페레즈 힐튼이 엘리자베스 1세같은 컨셉으로 출연해 비디오를 통해 쇼를 소개하며 시작한다. 비디오가 끝나면 스피어스가 치타 머리 장식, 서커스 지도자 자켓, 블랙 핫팬츠, 높은 굽의 부츠와 채찍을 들고 천장에서 서서히 내려오기 시작한다. 머리의 장식은 동물을 나타낸다. 스피어스가 무대에 다 내려오면 두 명의 사자를 표현한 남자 백댄서와 "Circus" 공연을 시작한다. 공연장 천장에는 거대한 링에 남자 댄서들이 매달려 후렴구 파트에서는 서커스같은 아크로바틱을 선보인다. 이후 공연 막바지에 코르셋 의상을 보이기 위해 노예를 나타내는 댄서들이 스피어스의 자켓을 벗기며 끝난다. 또한 무대 중심에 황금색의 거대한 새장과 의자가 셋팅되며, 다음 곡인 "Piece of Me"로 공연을 이어간다.

## 트랙 리스트
| - CD 싱글 1 1. "Circus" – 3:12 2. "Womanizer" (Mike Rizzo Funk Generation Edit) – 3:51 - CD 싱글 2 1. "Circus" – 3:12 2. "Circus" (Tom Neville's Ringleader Remix) – 7:52 3. "Circus" (Diplo Circus Remix) – 4:24 4. "Circus" (Junior Vasquez Club Circus) – 9:01 5. "Circus" (Music Video) | - 디지털 다운로드 1. "Circus" – 3:12 2. "Circus" (Tom Neville's Ringleader Remix) – 7:52 - 디지털 EP — The Remixes 1. "Circus" (Diplo Circus Remix) – 4:24 2. "Circus" (Tom Neville's Ringleader Remix) – 7:52 3. "Circus" (Villains Remix) – 5:17 4. "Circus" (Linus Love Remix) – 4:39 5. "Circus" (Junior Vasquez Electric Circus) – 9:02 |

## 차트 기록
미국의 빌보드 핫 100과 빌보드 핫 댄스 클럽 플레이에서 3위를 차지하였고, 빌보드 팝 송차트에서 1위를 차지 하였다. 음반판매량 인증에서는 오스트레일리아에서 7만장을 넘게 팔아 플래티넘을 인증받았다.